# Sanoe-myeon, Boeun-gun
Sanoe-myeon (koreanska: 산외면) är en socken i kommunen Boeun-gun i provinsen Norra Chungcheong i den centrala delen av Sydkorea, 130 km sydost om huvudstaden Seoul.